# دورائمون: نوبیتا و گلکسی سوپر اکسپرس
دورائمون: نوبیتا و گلکسی سوپر اکسپرس (انگلیسی: Doraemon: Nobita and the Galaxy Super-express) یک فیلم بلند دورائمون است که برای اولین بار در ژاپن در ۳ مارس ۱۹۹۶ بر اساس جلد ۱۶ به همین نام از مجموعه داستان‌های طولانی دورائمون ساخته شده‌است.